# Anelosimus sulawesi
Anelosimus sulawesi là một loài nhện trong họ Theridiidae.
Loài này thuộc chi Anelosimus. Anelosimus sulawesi được miêu tả năm 2006 bởi Agnarsson.